# مكتبة الأسرة (دسوق)

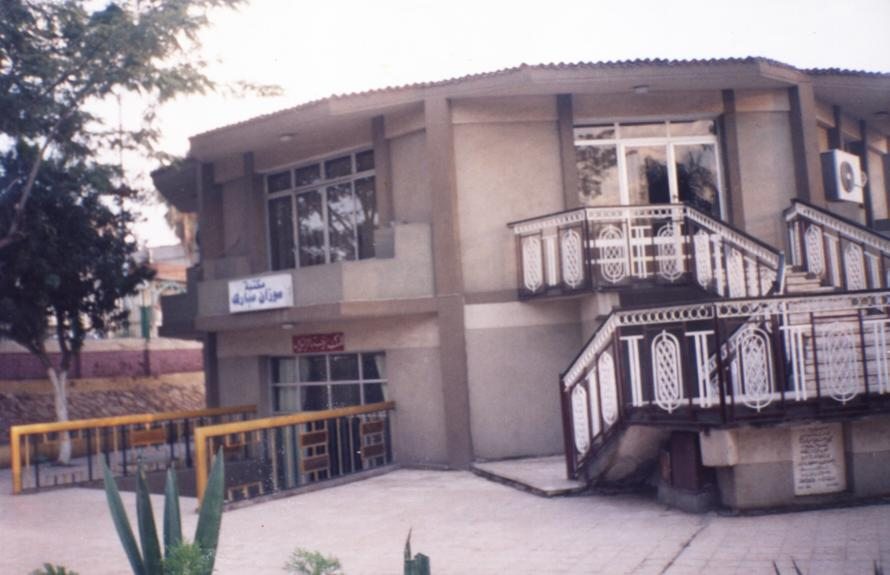
مكتبة الطفل.

مكتبة الأسرة، هي مكتبة عامة بمدينة دسوق شمالي مصر، وتحديداً في شارع الجيش بحي جنوب في مدخل حديقة الأسرة والطفولة، وتسع المكتبة لعدد 108 قارئ.